# Ljósaskriða
Ljósaskriða är en bergstopp i republiken Island. Den ligger i regionen Västlandet, 120 km nordväst om huvudstaden Reykjavík. Toppen på Ljósaskriða är 706 meter över havet.
Närmaste större samhälle är Ólafsvík, omkring 10 kilometer nordost om Ljósaskriða. Trakten runt Ljósaskriða består i huvudsak av gräsmarker.